# Schattbergbahn
| Schattbergbahn (†)  | Schattbergbahn (†)                 |
| ------------------- | ---------------------------------- |
|                     |                                    |
| Standort:           | Saalbach-Hinterglemm, Österreich   |
| Bauart:             | Pendelbahn                         |
| Baujahr:            | 1960, 1973, 2002 ersetzt           |
| Berg:               | Schattberg                         |
| Talstation:         | Saalbach, 1001 m                   |
| Höhendifferenz:     | 1021 m                             |
| Bergstation:        | unter dem Mittelgipfel, 2022 m     |
| Streckenlänge:      | 2693 m                             |
| Fahrdauer:          | 5 min                              |
| Anzahl der Gondeln: | 2 Stk.                             |
| Anzahl der Stützen: | 2 Stk.                             |
| Kapazität:          | 100 Pers./Gondel, 820 Pers./Stunde |
| Hersteller:         | Waagner Biro                       |
| Betreiber:          | Saalbacher Bergbahnen GmbH.        |
| Website:            | www.saalbach.com                   |

Die Schattbergbahn war eine Luftseilbahn, die von 1960 bis 2002 vom Schiort Saalbach auf den Schattberg, einen 2097 m ü. A. hohen Berg in den Kitzbüheler Alpen im österreichischen Bundesland Salzburg führte.

## Geschichte
Die Pendelbahn mit einem Trag- und einen Zugseil wurde 1960 von Waagner Biro errichtet. Die Bahn war nach dem Umbau 1973 mit 100 Personen pro Kabine die größte Gondelbahn Österreichs und hatte das stärkste Tragseil (63 mm) der Welt. Trotzdem reichte die Kapazität mit den Jahren nicht mehr aus und die Bahn wurde 2002 abgebaut und durch eine Umlaufseilbahn mit zwei Sektionen, den Schattberg X-Press, ersetzt.

## Strecke
Die Bahn führte vom Ortsrand Saalbachs über den Parkplatz, die Glemmerstraße und die Saalach auf den Schattberg und über zwei Stützen zum Ostgipfel. Beide Stationen hatten bewegliche Plattformen. Die Steuerung der Anlage erfolgte von der Bergstation aus.